# Xavier Bussy
 (mai 2017).
Si vous disposez d'ouvrages ou d'articles de référence ou si vous connaissez des sites web de qualité traitant du thème abordé ici, merci de compléter l'article en donnant les références utiles à sa vérifiabilité et en les liant à la section « Notes et références ».
Xavier Bussy, né le 11 juillet 1968 à Paris, est un compositeur et interprète français.

## Biographie
Il commence sa carrière en 1989, en tant que saxophoniste, sur l'album Multicolor Feeling Fanfare d'Eddy Louiss.
De 1990 à 2000, il partage sa carrière musicale entre les tournées d'artistes (Rachel des Bois, Clair Obscur, Anthony Ortega...), les musiques pour le théâtre (Le cercle de craie caucasien de Bertolt Brecht, mise en scène Ludovic Lagarde), le documentaire et les enregistrements en studio (albums avec Marcel Kanche).
En 2001, il fonde avec Fabien Billaud et Frédéric Jaillard le label « Evermore », puis coréalise le premier album du groupe Bussy Poe Session, hommage musical à Edgar Allan Poe avec comme invités Rodolphe Burger, Stephan Eicher, Theo Hakola, Marcel Kanche et Dominique Comont.
Il coréalise en 2007 avec Frédéric Jaillard l'album Comme un manouche sans guitare de Thomas Dutronc et reçoit en 2009 une Victoire de la Musique pour les arrangements de la chanson Comme un manouche sans guitare, catégorie Chanson originale de l'année.
En 2010, il finalise le deuxième album du groupe Bussy To One in Paradise avec des textes d'Emily Dickinson, Marcel Kanche et Boris Bergman.
Par la suite, il partage son temps entre réalisations et arrangements d'albums ou de titres pour les majors (Universal Music France) et labels indépendants (Because Music), et continue à être sollicité pour ses compositions à l'image et arrangements de musiques de films. Ainsi, il est un des arrangeurs attitrés de Thomas Dutronc.
En 2015, il se rapproche du duo From & Ziel pour fonder le trio Orly,.

## Discographie
- 2012 : Silence on tourne, on tourne en rond de Thomas Dutronc. Arrangements et co-réalisation de l'album.
- 2010 : Où il pleuvra de Claire Keim. Arrangements et co-réalisation de l'album[6].
- 2009 : Carmen Maria Vega de Carmen Maria Vega, Label AZ/Universal Music. Coréalisation, coarrangments et instrumentiste.
- 2007 : Comme un manouche sans guitare de Thomas Dutronc, Label ULM/Universal Music. Coréalisation, coarrangments et instrumentiste.
- 2006 : Bulle » de Lili, Blue Line Productions-Head On Productions/Abeille Musique.
- 2005 : Vertiges des lenteurs de Marcel Kanche, Label Bleu.
- 2003 : The Raven. LP Édition Limitée du groupe Bussy.(Evermore/Night & Day). Composition, coproduction et coréalisation.
- 2003 : Mouja de Sophia Charaï, Sattelit/Mélodie Distribution.
- 2002 : Poe session du groupe Bussy, (Head On Productions - Evermore/Night & Day. Featuring : Theo Akola, Akosh, Rodolphe Burger, Dominique Comont, Stephan Eicher, Marcel Kanche.
- 1999 : Nulle Aide de Clair Obscur, Trinity.
- 1996 : Antigone de Clair Obscur, Apocalyptic Vision.
- 1996 : Baba Yaga la Sorcière, quand les enfants chantent Magma (AKT VII).
- 1996 : Neuf de Anthony Ortega Nonet, Evidence.
- 1996 : Tribal Techno, Vol. 1, de Birdy Num Num, Wagram.
- 1996 : Embrasse-la de Thierry Séchan.
- 1994 : Rock de Clair Obscur, Apocalyptic Vision.
- 1992 : Sans titre de Clair Obscur, V.I.S.A.
- 1992 : Henriette de Marcel Kanche, Barclay.
- 1990 : Je souris et je fume de Marcel Kanche, Barclay.
- 1989 : Multicolor Feeling Fanfare d'Eddy Louiss, Nocturne, NTCD.

## Audiovisuel
- 2018 : Amoureux de ma femme, long-métrage de Daniel Auteuil. Arrangements.
- 2016 : Where Horses Go to Die, long-métrage de Antony Hickling. Musique originale (avec Monkey Anna).
- 2013 : Maar, court-métrage de Lucie Duchêne. Musique originale.
- 2013 : Holy Thursday, court-métrage de Antony Hickling. Musique originale (avec Monkey Anna).
- 2012 : Cut Off, film d'animation réalisé par S.Chansard, L.Dworianyn, H.Gach, D.D.Nguyen, V.Pillet. Musique originale.
- 2011 : L'alchimiste du potiron, documentaire de Roy Lekus, musique originale.
- 2010 : Adèle Blanc-Sec, long-métrage de Luc Besson, arrangements de la chanson générique.
- 2010 : L'amour c'est mieux à deux, long-métrage de Dominique Farrugia, arrangements de la chanson générique.
- 2010 : En Rade, documentaire de Roy Lekus, Private Joke Productions. Musique Originale.
- 2009 : A 1896 Fairground Programme - The George Williams Collection, Lobster Films. Musique Originale.
- 2009 : Berlin 1936, Lobster Films. Musique Originale.
- 2009 : British Fact and German Fiction, Lobster Films. Musique Originale.
- 2009 : Le Martyre de la dactylo, Lobster Films. Musique Originale.
- 2004 : Charlie Hebdo de Lionel Escama, Rose Mary Productions. Musique Originale.
- 2003 : Le sanglot long des potirons de Roy Lekus, Private Joke Productions. Musique Originale.
- 2003 : Roméo et Juliette. ZZ Productions/ARTE.Création d’une des cinq variations sélectionnées dans le cadre du « Muet du mois »
- 2002 : Le Chemin des Droits Humains. Documentaire de Françoise Schein et de Chloé Siganos. Musique Originale.
- 2001 : Miracle Homme. Film publicitaire de Mathieu Kassovitz pour Lancôme. Musique Originale.
- 2001 : Miracle Femme. Film publicitaire de Darius Khondji pour Lancôme. Musique Originale.
- 2000 : Le Corbeau. Court métrage Lauréat des VIème Rencontres Professionnelles de la Composition de musiques de film du Moulin d’Andé (S.A.C.E.M. et C.N.C.). Musique Originale.
- 1993 : John Franklin Koening. Documentaire sur le peintre. Musique Originale.
- 1991 : Jour de Ciné. Documentaire Canal +. Musique Originale.

## Scène
- 2018 : Ils ne méritent pas tes larmes - Little Rock, 1957, conférence musicale par Thomas Snegaroff, accompagnement de Xavier Bussy à la clarinette, Paris[7].
- 2018 : festival d'Avignon avec le groupe Orly.
- 2005-2007 : Lili - Concerts en France.
- 2002-2004 : Bussy - Concerts en Angleterre et en France.
- 2000 : Fred Jaillard - Concerts en France.
- 2000 : Art Konick - Concerts Angleterre et France.
- 1998-2000 : Rachel des Bois - Concerts en France.
- 1998-2000 : Sophia Charaï - Concerts en France, Maroc et Belgique.
- 1990-1998 : Clair Obscur - Concerts en France, en Autriche et en Allemagne.
- 1996 : Anthony Ortega Nonet - « Hall That Jazz » au Festival de la Villette.
- 1989-1997 : Marcel Kanche - Concerts en France et en Suisse.
- 1995 : Magma - Concert pour le 25e anniversaire du groupe (Mekanik Destructiv Commando).
- 1988-1992 : Bohême de Chic - Concerts en France, en Allemagne et en Algérie.
- 1990-1993 : Orchestre Franco-Allemand Albert Mangelsdorf ». Concerts en France et en Allemagne.
- 1989 : Multicolor Fanfare d’Eddy Louiss - Concerts France.
- 1988 : Adlib - Concerts en France et en Espagne.
- 1988 : Big Band Marly Swing College - Concerts en France
- 1988 : Hippolyte Band Brass - Concerts en Italie.

## Créations
- 2015 : Les oies se gardent entre elles. Mise en scène de Antoine De La Roche. Musique originale.
- 1999 : Les Aventures d’Arthur Gordon Pym d’Edgar Allan Poe. Mise en scène de Fabien Billaud. Création à la Maison de la Culture d’Amiens. Musique Originale
- 1998 : Le Cercle de Craie Caucasien de Bertolt Brecht. Mise en scène de Ludovic Lagarse. Création à La Ferme du Buisson suivi d’une tournée en France. Reprise au Théâtre Antoine-Vitez en 2000.
- 1992 : Triptyque pour Clarinettes.
- 1995 : Les Chants du Rêve. Spectacle pour enfants au Théâtre Dunois. Arrangements et Interprète.

## Récompenses
- 2017 : Prix Georges-Brassens avec le groupe Orly.
- 2012 : Prix François de Roubaix pour l’œuvre Okinawa. Festival International de l'image sous-marine.
- 2009 : Victoire de la Musique pour les arrangements de la chanson Comme un manouche sans guitare de Thomas Dutronc, catégorie Chanson originale de l'année.
- 2000 : Le Corbeau. Court métrage Lauréat des VIème Rencontres Professionnelles de la Composition de musiques de film du Moulin d’Andé (S.A.C.E.M. et C.N.C.). Musique Originale.
- 1988 : Bohème de Chic - « Concours Jazz et Polar ». Prix du Public 1988.